# Hanabi (gioco)
Hanabi è un gioco di carte cooperativo di Antoine Bauza pubblicato nel 2010 in cui i giocatori, che conoscono le carte degli altri e non le proprie, tentano di giocare una serie di carte in un ordine specifico per assemblare uno spettacolo pirotecnico. I giocatori sono limitati sia nel tipo di informazioni che possono dare ad altri giocatori che nella quantità totale di informazioni che possono essere fornite durante il gioco. Nel 2013 il gioco ha vinto il prestigioso premio Spiel des Jahres come miglior gioco da tavolo dell'anno.

## Il gioco
Il mazzo di Hanabi contiene carte raffiguranti fuochi d'artificio in cinque colori (bianco, giallo, verde, blu e rosso). Ogni serie è composta da dieci carte con diversi valori: tre con valore 1, due per i valori 2, 3, 4, e una per il valore 5. Il gioco inizia con otto gettoni informazione e tre gettoni errore. Per iniziare vengono distribuite le carte in numero di cinque se si gioca in due o tre giocatori, oppure quattro per quattro o cinque giocatori. Ogni giocatore, che impersona un maestro artificiere, posiziona le carte senza guardarle in modo che solo gli altri possano vederle. Il gioco procede in senso orario. A ogni turno un giocatore può eseguire una sola delle seguenti azioni:
- dare informazioni: il giocatore sceglie un compagno cui fornire informazioni su un solo colore oppure su un solo valore di alcune carte della sua mano. Le informazioni fornite devono essere complete e corrette. È consentito indicare a un giocatore che non possiede qualcosa (colore o valore). Ogni volta che si sceglie questa azione deve essere usato un gettone informazione;
- scartare una carta: il giocatore sceglie una carta dalla propria mano e l'aggiunge alla pila degli scarti, poi pesca una nuova carta per sostituire quella appena giocata. La carta scartata è fuori dal gioco e non può più essere usata. Questa azione permette di recuperare un gettone informazione;
- giocare una carta: il giocatore sceglie una carta dalla propria mano e la pone davanti a sé. Se la carta inizia una nuova sequenza (la carta con il numero 1) oppure si aggiunge a una sequenza il gioco procede normalmente; se invece una copia della carta giocata è già presente sul tavolo e quindi non completa o inizia nessuna sequenza, la stessa viene scartata e viene attivato un gettone errore. Al terzo errore i giocatori perdono la partita. A ogni modo il giocatore pesca una nuova carta per sostituire quella appena giocata.

I giocatori perdono immediatamente se tutti i gettoni errore vengono attivati e vincono immediatamente se tutti i cinque fuochi d'artificio sono stati riprodotti con successo prima della fine del mazzo. In caso contrario, il gioco continua fino a quando l'ultima carta del mazzo non viene pescata e terminato il giro. Alla fine del gioco, i valori delle carte più alte di ciascun colore vengono sommati con conseguente punteggio totale finale.

## Riconoscimenti
Il gioco ha vinto i seguenti premi e avuto i seguenti riconoscimenti:
- 2014
  - Nederlandse Spellenprijs Best Family Game: finalista
  - Hra roku: finalista
  - Guldbrikken Best Adult Game: finalista
- 2013
  - Spiel des Jahres: vincitore
- 2012
  - Premio À la Carte: vincitore
  - Juego del Año: finalista